# Ilex skutchii
Ilex skutchii é um gênero de plantas com flores. Foi descrito pela primeira vez por Edwin, Theodore `Ted' Robert Dudley e WJ Hahn.  Ilex skutchii pertence ao gênero Ilex, e à família Aquifoliaceae.
Este tipo de planta pode ser encontrado em:
- Costa Rica
- Nicarágua

Não há tipos listados como este.